# Raphael Golta
Raphael Golta (* 17. November 1975 in Zürich) ist ein Schweizer Politiker (SP). Seit 2014 ist er Mitglied des Zürcher Stadtrats und steht dem Sozialdepartement vor.

## Biografie
Raphael Golta besuchte zwischen 1988 und 1994 die Kantonsschule Hohe Promenade in Zürich und schloss mit Matura Typus B (mit Latein) ab. Danach studierte er von 1995 bis 1997 an der Universität Zürich Wirtschaftswissenschaften. Er wechselte dann in das Studium der Publizistikwissenschaft sowie der Informatik und der Volkswirtschaftslehre. Er beendete 2002 das Studium mit einem Lizenziat.
Nach dem Studium arbeitete er fünf Jahre im Institut für Publizistikwissenschaft und Medienforschung der Universität Zürich (IPMZ) in der Abteilung für Medienökonomie und Medienmanagement. Noch während dieser Anstellung wurde er 2004 Teilhaber und Geschäftsführer der presstrends GmbH. Von 2009 bis 2013 war er Account Manager der MCI Zürich. Ab 2012 bis zur Wahl in den Stadtrat war er Softwareentwickler bei Fabware GmbH im Technopark Zürich.
Golta ist verheiratet mit der Juristin und Alt-Kantonsrätin Catherine Heuberger Golta (SP) und Vater von zwei Kindern.

## Politische Tätigkeit
Im Jahr 1994 kam er in den Vorstand der SP-Sektion des Zürcher Stadtkreis 7 und wurde 1998 Co-Präsident. 2001 verliess er den Vorstand der Sektion. Von 1998 bis 2004 war er im Vorstand der SP Stadt Zürich.
Im Mai 2003 wurde Golta in den Zürcher Kantonsrat gewählt. Von 2007 bis 2010 war er in der Finanzkommission, von 2010 bis 2014 war er Präsident der SP-Fraktion. Von 2011 bis 2014 war er im Vorstand des Mieter*innenverbands Zürich.
Am 9. Februar 2014 wurde Golta bei Gesamterneuerungswahlen in den Stadtrat (Exekutive) der Stadt Zürich gewählt und trat aus dem Kantonsrat zurück. Er ist seither Vorsteher des Sozialdepartements. Am 26. Juni 2025 ernannte ihn seine Partei zum Kandidaten für das Stadtpräsidium der Stadt Zürich bei den bevorstehenden Wahlen.